# György Klapka

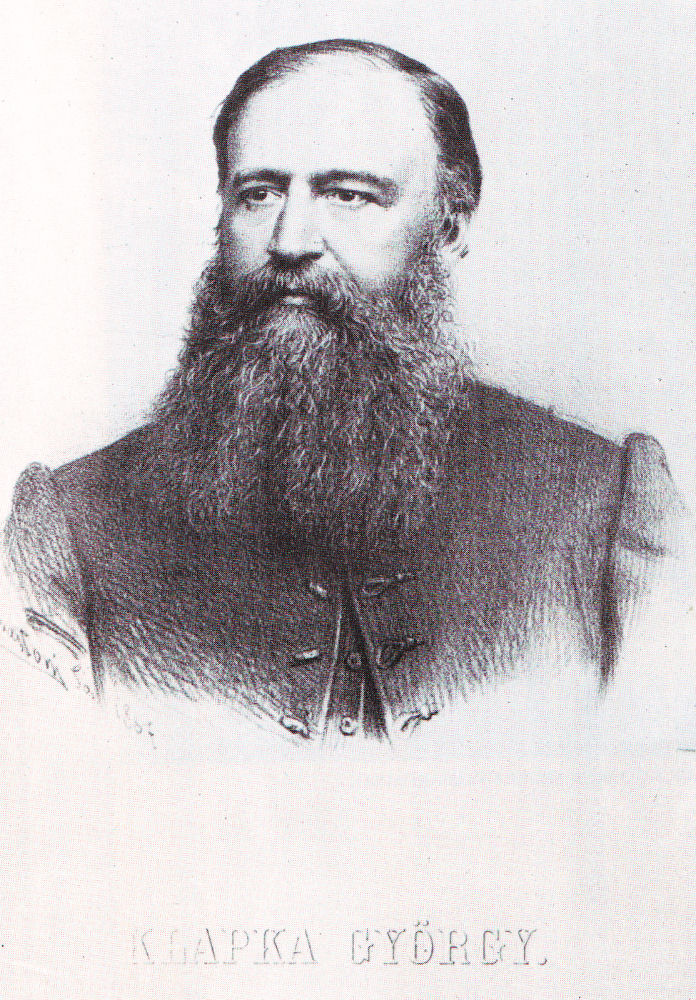
György Klapka.

György (eller Georg) Klapka, född 7 april 1820 i Timișoara (då, hette Temesvár) i nuvarande Rumänien, död 17 maj 1892 i Budapest, var en ungersk militär och en av ledarna i det ungerska revolutionära kriget 1848-49. Klapka gick in i den österrikiska armén 1838 till 1848, då han som överstelöjtnant tog avsked. Våren 1848 när den ungerska nationalstyrkan bildades, förenade han genast med den. Vid vårens offensiv 1849 befallde han en styrka på 20 000 män, baserat på Komároms fästning (Komarno). Han höll Komárom fram till 27 september 1849, när han övergav detta på ärade villkor. 
Därefter, bodde Klapka i exil i många år, först i England och sedan i Schweiz, och  arbetade för Ungerns oberoende från det österrikiska riket. Han var särskilt aktiv när Österrike var involverad i kriser eller krig, som 1854, 1859 och 1866. Under kriget mellan Österrike och Sardinien (1859) hjälpte han till att organisera ett ungerskt legion i Italien; och i Austro-Preussiska kriget (1866), som en preussisk generalsekreterare, organiserade han en ungersk kår i Silesia.
En amnesti i 1867 gjorde det möjligt för Klapka att återvända till Ungern, där han kom in i parlamentet som en anhängare till den österrikiska-ungerska förlikningen, som inrättade Dual Monarchy av de två nationer. 
Klapka skrev Memoiren (1850); Der Nationalkrieg in Ungarn, 2 vol. (1851; “Nationella kriget i Ungern”); Der Krieg im Orient (1855; “Kriget i öst”), historia av kriget i Krim; och ytterligare memoarer, Aus meinen Erinnerungen (1887; “Mina påminnelser”).